# Soulaires
Soulaires est une commune française située dans le département d'Eure-et-Loir en région Centre-Val de Loire.

## Géographie

### Situation
La commune est située sur la rive droite de l'Eure, à 13 km au nord est de Chartres et à 9,5 km au sud ouest de Maintenon

Situation géographique
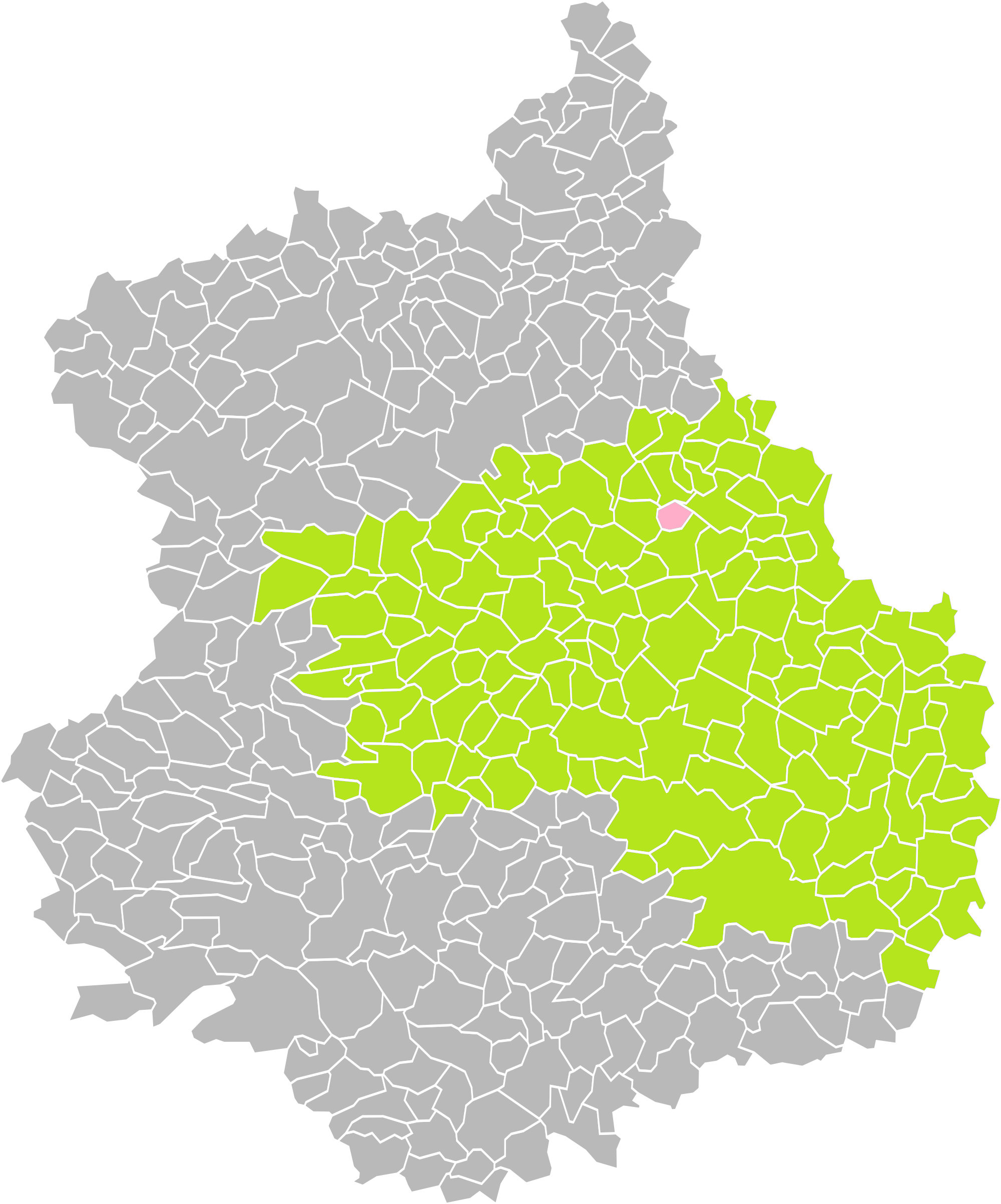
Soulaires dans son arrondissement.
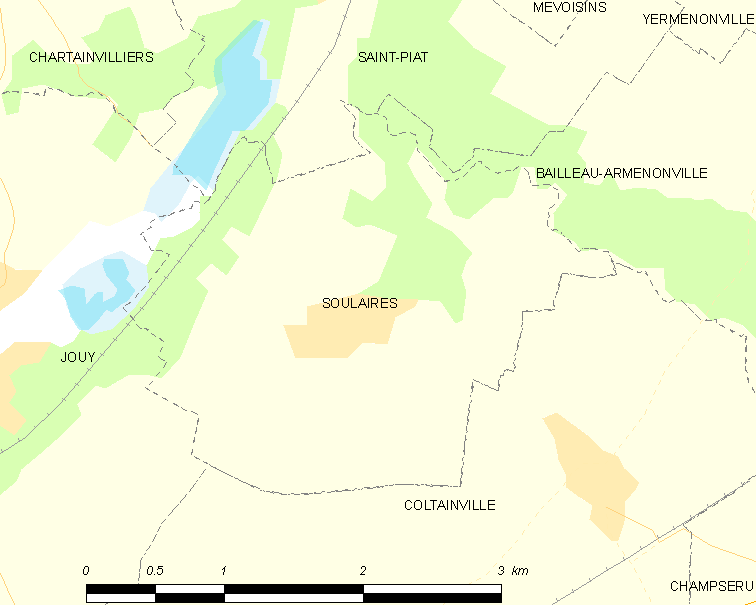
Carte de la commune de Soulaires.

### Communes limitrophes
|      | Saint-Piat   |                       |
|      | Soulaires    | Bailleau-Armenonville |
| Jouy | Coltainville |                       |

### Hydrographie
La rivière l'Eure, affluent en rive gauche du fleuve la Seine, borde le territoire de la commune à l'ouest.

### Climat
Pour des articles plus généraux, voir Climat du Centre-Val de Loire et Climat d'Eure-et-Loir.
En 2010, le climat de la commune est de type climat océanique dégradé des plaines du Centre et du Nord, selon une étude du CNRS s'appuyant sur une série de données couvrant la période 1971-2000. En 2020, Météo-France publie une typologie des climats de la France métropolitaine dans laquelle la commune est exposée à un climat océanique altéré et est dans la région climatique  Sud-ouest du bassin Parisien, caractérisée par une faible pluviométrie, notamment au printemps (120 à 150 mm) et un hiver froid (3,5 °C). 
Pour la période 1971-2000, la température annuelle moyenne est de 10,6 °C, avec une amplitude thermique annuelle de 14,5 °C. Le cumul annuel moyen de précipitations est de 631 mm, avec 10,6 jours de précipitations en janvier et 7,7 jours en juillet. Pour la période 1991-2020, la température moyenne annuelle observée sur la station météorologique de Météo-France la plus proche, sur la commune de Houx à 6 km à vol d'oiseau, est de 11,2 °C et le cumul annuel moyen de précipitations est de 622,1 mm,. Pour l'avenir, les paramètres climatiques de la commune estimés pour 2050 selon différents scénarios d'émission de gaz à effet de serre sont consultables sur un site dédié publié par Météo-France en novembre 2022.

## Urbanisme

### Typologie
Au 1er janvier 2024, Soulaires est catégorisée commune rurale à habitat dispersé, selon la nouvelle grille communale de densité à 7 niveaux définie par l'Insee en 2022.
Elle est située hors unité urbaine. Par ailleurs la commune fait partie de l'aire d'attraction de Paris, dont elle est une commune de la couronne,. 

### Occupation des sols
L'occupation des sols de la commune, telle qu'elle ressort de la base de données européenne d’occupation biophysique des sols Corine Land Cover (CLC), est marquée par l'importance des territoires agricoles (72,5 % en 2018), une proportion sensiblement équivalente à celle de 1990 (73 %). La répartition détaillée en 2018 est la suivante : 
terres arables (71,7 %), forêts (22,2 %), zones urbanisées (5,2 %), prairies (0,8 %), eaux continentales (0,1 %). L'évolution de l’occupation des sols de la commune et de ses infrastructures peut être observée sur les différentes représentations cartographiques du territoire : la carte de Cassini (XVIIIe siècle), la carte d'état-major (1820-1866) et les cartes ou photos aériennes de l'IGN pour la période actuelle (1950 à aujourd'hui).

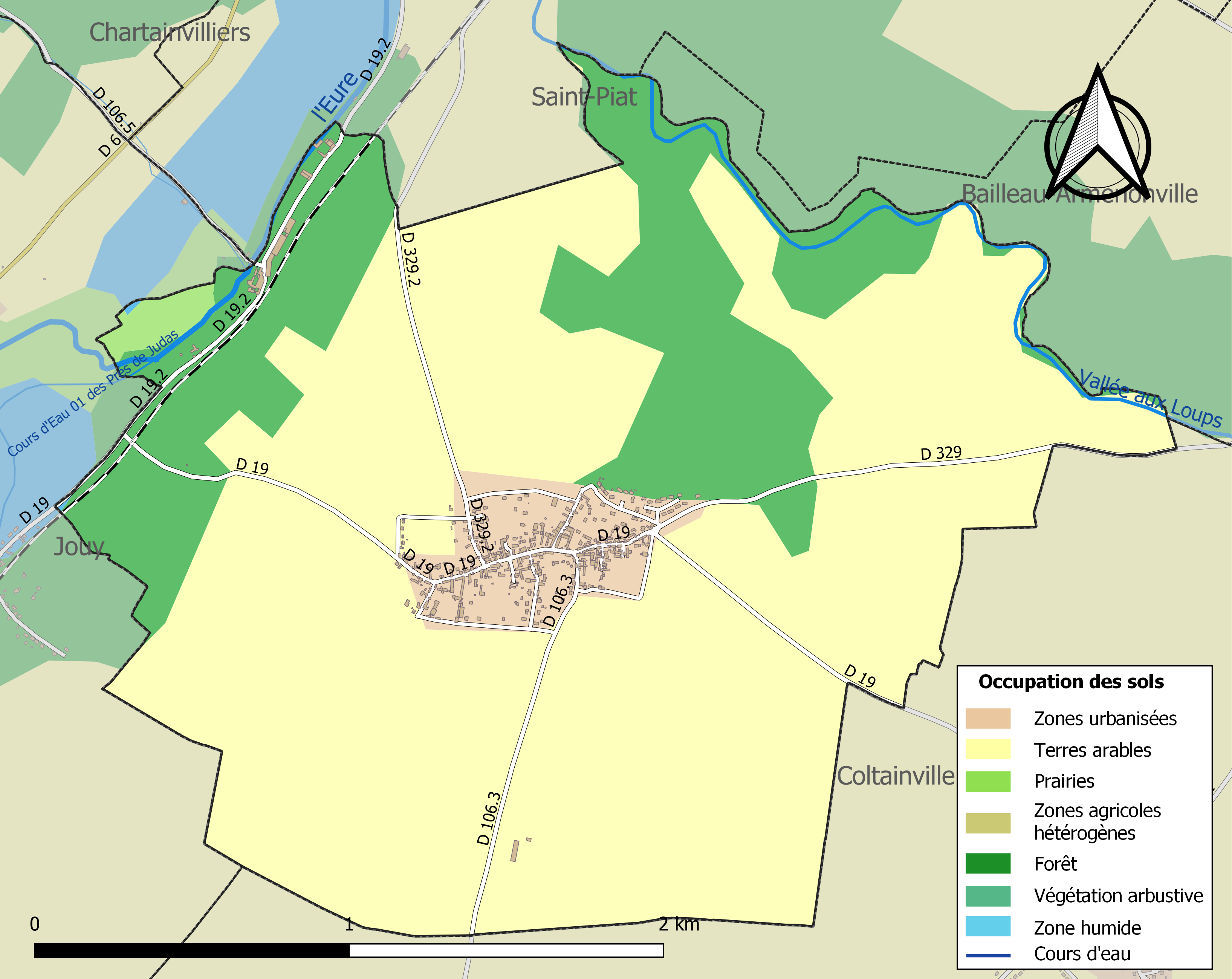
Carte des infrastructures et de l'occupation des sols de la commune en 2018 (CLC).

### Risques majeurs
Le territoire de la commune de Soulaires est vulnérable à différents aléas naturels : météorologiques (tempête, orage, neige, grand froid, canicule ou sécheresse), inondations, mouvements de terrains et séisme (sismicité très faible). Il est également exposé à un risque technologique, le transport de matières dangereuses. Un site publié par le BRGM permet d'évaluer simplement et rapidement les risques d'un bien localisé soit par son adresse soit par le numéro de sa parcelle.

#### Risques naturels
Certaines parties du territoire communal sont susceptibles d’être affectées par le risque d’inondation par débordement de cours d'eau, notamment l'Eure et la Vallée aux Loups. La commune a été reconnue en état de catastrophe naturelle au titre des dommages causés par les inondations et coulées de boue survenues en 1999 et 2021,.

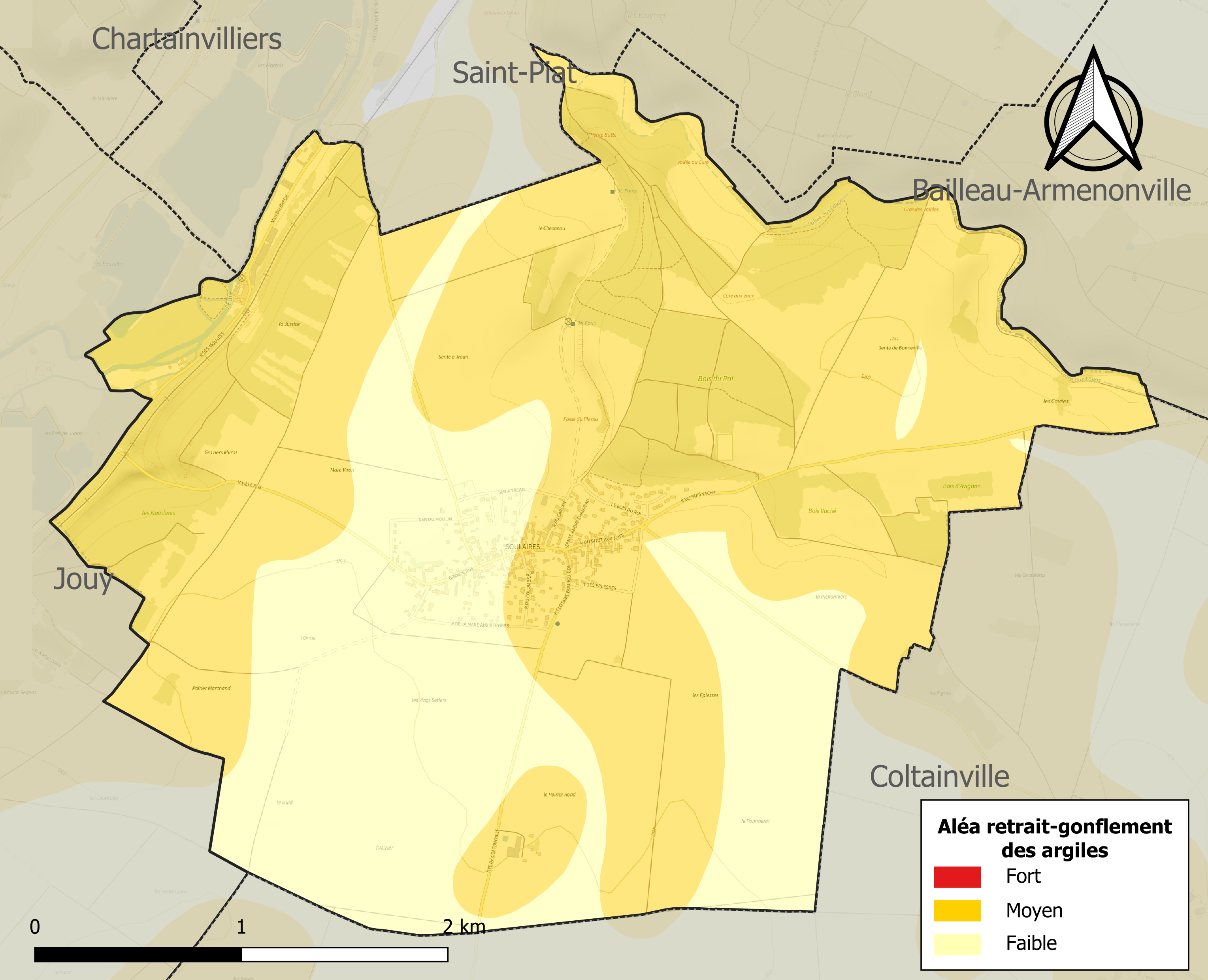
Carte des zones d'aléa retrait-gonflement des sols argileux de Soulaires.

Les mouvements de terrains susceptibles de se produire sur la commune sont des affaissements et effondrements liés aux cavités souterraines. L'inventaire national des cavités souterraines permet de localiser celles situées sur la commune.
Le retrait-gonflement des sols argileux est susceptible d'engendrer des dommages importants aux bâtiments en cas d’alternance de périodes de sécheresse et de pluie. 68,5 % de la superficie communale est en aléa moyen ou fort (52,8 % au niveau départemental et 48,5 % au niveau national). Sur les 194 bâtiments dénombrés sur la commune en 2019, 115 sont en aléa moyen ou fort, soit 59 %, à comparer aux 70 % au niveau départemental et 54 % au niveau national. Une cartographie de l'exposition du territoire national au retrait gonflement des sols argileux est disponible sur le site du BRGM,.
Concernant les mouvements de terrains, la commune a été reconnue en état de catastrophe naturelle au titre des dommages causés par des mouvements de terrain en 1999.

#### Risques technologiques
Le risque de transport de matières dangereuses sur la commune est lié à sa traversée par des infrastructures routières ou ferroviaires importantes ou la présence d'une canalisation de transport d'hydrocarbures. Un accident se produisant sur de telles infrastructures est en effet susceptible d’avoir des effets graves au bâti ou aux personnes jusqu’à 350 m, selon la nature du matériau transporté. Des dispositions d’urbanisme peuvent être préconisées en conséquence.

## Toponymie
Le nom de la localité est attesté sous les formes Solierrium vers 1125, Sollerrum en 1128, Solariae vers 1140.

## Politique et administration

### Liste des maires
| Période   | Période   | Identité             | Étiquette | Qualité                                   |
| --------- | --------- | -------------------- | --------- | ----------------------------------------- |
| 1791      | 1792      | Germain Lesourd      |           |                                           |
| 1793      | 1795      | Eustache Renou       |           |                                           |
| 1796      | 1798      | Pierre Renou         |           |                                           |
| 1798      | 1799      | Joseph Laplanche     |           |                                           |
| 1799      | 1800      | Jean Voghin          |           |                                           |
| 1800      | 1809      | Louis Bonnet         |           |                                           |
| 1809      | 1817      | Jean Pierre Guerrier |           |                                           |
| 1817      | 1831      | Victor Lelong        |           |                                           |
| 1831      | 1834      | Louis Langlois       |           |                                           |
| 1834      | 1852      | Louis Jacques Bonnet |           | Marchand farinier Conseiller général      |
| 1852      | 1855      | Jean Pierre Lesourd  |           |                                           |
| 1855      | 1880      | Louis Jacques Bonnet |           |                                           |
| 1880      | 1919      | Alphonse Fortin      |           |                                           |
| 1919      | 1933      | Georges Alleaume     |           |                                           |
| 1933      | 1953      | Maurice Mazurier     |           |                                           |
| 1953      | 1971      | André Chauveau       |           |                                           |
| 1971      | 1983      | Guy Alexandre        |           |                                           |
| 1983      | 1995      | René Foulon          |           |                                           |
| mars 1995 | mars 2008 | Michel Merlingeas    |           |                                           |
| mars 2008 | En cours  | Marc Molet,          |           | Ingénieur ou cadre technique d'entreprise |

## Population et société

### Démographie
L'évolution du nombre d'habitants est connue à travers les recensements de la population effectués dans la commune depuis 1793. Pour les communes de moins de 10 000 habitants, une enquête de recensement portant sur toute la population est réalisée tous les cinq ans, les populations de référence des années intermédiaires étant quant à elles estimées par interpolation ou extrapolation. Pour la commune, le premier recensement exhaustif entrant dans le cadre du nouveau dispositif a été réalisé en 2008.

En 2022, la commune comptait 474 habitants, en évolution de +6,04 % par rapport à 2016 (Eure-et-Loir : −0,23 %, France hors Mayotte : +2,11 %).
| 1793 | 1800 | 1806 | 1821 | 1831 | 1836 | 1841 | 1846 | 1851 |
| ---- | ---- | ---- | ---- | ---- | ---- | ---- | ---- | ---- |
| 403  | 395  | 473  | 472  | 470  | 472  | 464  | 448  | 450  |

| 1856 | 1861 | 1866 | 1872 | 1876 | 1881 | 1886 | 1891 | 1896 |
| ---- | ---- | ---- | ---- | ---- | ---- | ---- | ---- | ---- |
| 482  | 464  | 446  | 432  | 415  | 403  | 410  | 375  | 349  |

| 1901 | 1906 | 1911 | 1921 | 1926 | 1931 | 1936 | 1946 | 1954 |
| ---- | ---- | ---- | ---- | ---- | ---- | ---- | ---- | ---- |
| 330  | 323  | 316  | 298  | 301  | 273  | 222  | 260  | 215  |

| 1962 | 1968 | 1975 | 1982 | 1990 | 1999 | 2006 | 2008 | 2013 |
| ---- | ---- | ---- | ---- | ---- | ---- | ---- | ---- | ---- |
| 212  | 269  | 278  | 289  | 433  | 423  | 427  | 429  | 438  |

| 2018 | 2022 | - | - | - | - | - | - | - |
| ---- | ---- | - | - | - | - | - | - | - |
| 461  | 474  | - | - | - | - | - | - | - |

## Économie
- Exploitations agricoles.

## Culture locale et patrimoine

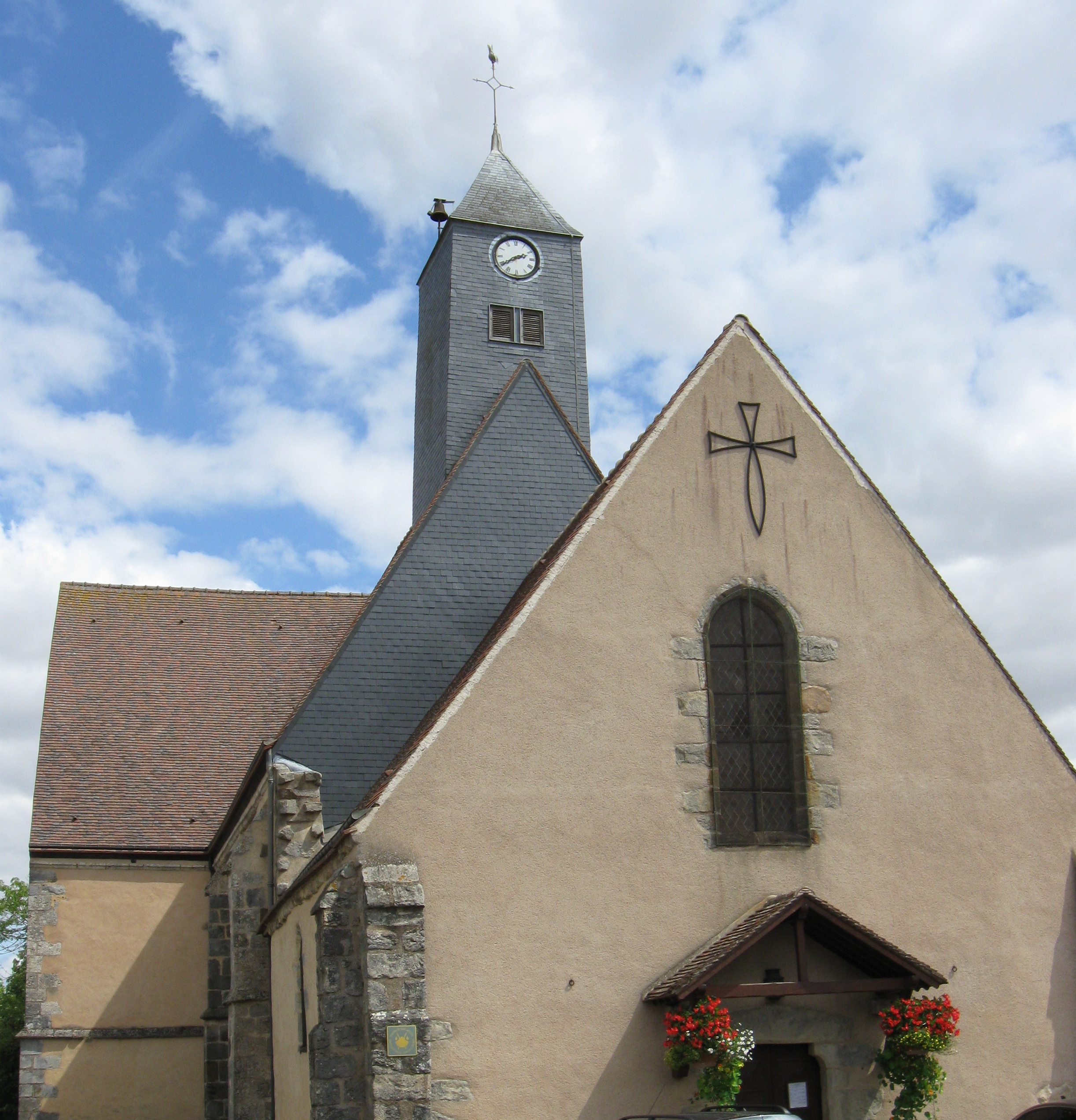
L'église Saint-Jacques-et-Saint-Philippe.

### Lieux et monuments
- L'église paroissiale Saint-Jacques-et-Saint-Philippe.
- La commune est traversée par la via Turonensis et le sentier de grande randonnée 655-ouest (GR 655).

### Personnalités liées à la commune
- Dom Georges Viole (1598-1669), moine religieux bénédictin de la congrégation de Saint-Maur, prieur, écrivain, historien, né à Soulaires et mort à Auxerre ;
- Clotaire Bourguignon (1899-1986), titulaire de la médaille militaire, de la croix de guerre et de la croix du combattant militaire. En août 1914, à l'âge de 14 ans, mentant sur son âge, il s'engagea dans l'armée pour combattre les Allemands pendant la Première Guerre mondiale[24]. Une rue de Soulaires porte son nom ;
- Marco Pico, né en 1940 à Soulaires, réalisateur français.